# 尖吻河棱鯡
尖吻河棱鯡為輻鰭魚綱鲱形目鲱科的其中一種，分布於非洲剛果河流域，體長可達7公分，棲息在溪流及湖泊，生活習性不明。

## 擴展閱讀
維基物種上的相關：尖吻河棱鯡